# Comité d'action musulman
Le comité d'action musulman (CAM), en anglais : muslim commitee of action, est un parti politique de Maurice fondé en 1959 par Abdool Razack Mohamed. 

## Présentation
Lors de sa création, il est dans les faits issu du muslim constitutional reform committee (MRRC).
Il défend les intérêts de la population musulmane, en particulier issue de la communauté indo-mauricienne, et affiche un positionnement clairement pro-indépendance, visible par exemple par son alliance avec le parti travailliste mauricien et l'Independent Forward Bloc lors des législatives de 1967.
Le parti disparait finalement au cours des années 1970 : ainsi lors des législatives de 1976, les jeunes musulmans soutiennent le mouvement militant mauricien.